# Escorpain
Escorpain és un municipi francès, situat al departament de l'Eure i Loir i a la regió de Centre – Vall del Loira. L'any 2007 tenia 259 habitants.

## Demografia

### Població
El 2007 la població de fet d'Escorpain era de 259 persones. Hi havia 95 famílies, de les quals 16 eren unipersonals (8 homes vivint sols i 8 dones vivint soles), 28 parelles sense fills, 43 parelles amb fills i 8 famílies monoparentals amb fills.
La població ha evolucionat segons el següent gràfic:
Habitants censats

### Habitatges
El 2007 hi havia 113 habitatges, 93 eren l'habitatge principal de la família, 16 eren segones residències i 4 estaven desocupats. 108 eren cases i 4 eren apartaments. Dels 93 habitatges principals, 75 estaven ocupats pels seus propietaris, 13 estaven llogats i ocupats pels llogaters i 5 estaven cedits a títol gratuït; 1 tenia una cambra, 2 en tenien dues, 21 en tenien tres, 22 en tenien quatre i 47 en tenien cinc o més. 76 habitatges disposaven pel capbaix d'una plaça de pàrquing. A 28 habitatges hi havia un automòbil i a 57 n'hi havia dos o més.

### Piràmide de població
La piràmide de població per edats i sexe el 2009 era:
| Homes | Edats   | Dones |
| ----- | ------- | ----- |
| 0     | 95 o +  | 0     |
| 0     | 90 a 94 | 0     |
| 0     | 85 a 89 | 8     |
| 8     | 80 a 84 | 0     |
| 0     | 75 a 79 | 8     |
| 0     | 70 a 74 | 4     |
| 4     | 65 a 69 | 4     |
| 0     | 60 a 64 | 0     |
| 0     | 55 a 59 | 4     |
| 4     | 50 a 54 | 0     |
| 12    | 45 a 49 | 12    |
| 12    | 40 a 44 | 4     |
| 16    | 35 a 39 | 20    |
| 0     | 30 a 34 | 4     |
| 4     | 25 a 29 | 0     |
| 4     | 20 a 24 | 0     |
| 16    | 15 a 19 | 4     |
| 20    | 10 a 14 | 8     |
| 16    | 5 a 9   | 8     |
| 4     | 0 a 4   | 8     |

## Economia
El 2007 la població en edat de treballar era de 167 persones, 132 eren actives i 35 eren inactives. De les 132 persones actives 124 estaven ocupades (71 homes i 53 dones) i 8 estaven aturades (3 homes i 5 dones). De les 35 persones inactives 9 estaven jubilades, 16 estaven estudiant i 10 estaven classificades com a «altres inactius».

### Ingressos
El 2009 a Escorpain hi havia 92 unitats fiscals que integraven 269 persones, la mediana anual d'ingressos fiscals per persona era de 20.029 €.

### Activitats econòmiques
Dels 12 establiments que hi havia el 2007, 5 eren d'empreses de construcció, 2 d'empreses de comerç i reparació d'automòbils, 1 d'una empresa d'hostatgeria i restauració, 2 d'empreses de serveis, 1 d'una entitat de l'administració pública i 1 d'una empresa classificada com a «altres activitats de serveis».
Dels 4 establiments de servei als particulars que hi havia el 2009, 3 eren paletes i 1 lampisteria.
L'any 2000 a Escorpain hi havia 9 explotacions agrícoles que ocupaven un total de 918 hectàrees.

## Poblacions més properes
El següent diagrama mostra les poblacions més properes.